# Augochloropsis viridilustrans
Augochloropsis viridilustrans là một loài Hymenoptera trong họ Halictidae. Loài này được Cockerell mô tả khoa học năm 1927.